# Medal Wyzwolenia Francji
Medal Wyzwolenia Francji (fr. Médaille de la France libérée) – francuskie odznaczenie wojskowe ustanowione dla osób, które przyczyniły się do wyzwolenia Francji spod okupacji.

## Historia
Odznaczenie zostało ustanowione w dniu 12 września 1947 roku dekretem premiera rządu dla wyróżnienia osób, które w latach 1940 do 1945 przyczyniły się do wyzwolenia Francji spod okupacji. Na mocy tego dekretu odznaczenie to nosiło nazwę Médaille de la reconnaissance de la France libérée (pol. Medal Uznania za Wyzwolenie Francji). 
Dekretem z dnia 16 czerwca 1948 zmieniono nazwę tego odznaczenia na Médaille de la France libérée. W latach 1948 do 1951 roku jeszcze kilka razy zmieniano i uzupełniano status tego odznaczenia, a zmiany te dotyczyły instytucji i stowarzyszeń, które mogły występować o nadanie odznaczenia i osób uprawnionych do jego otrzymania.
W dniu 7 lipca 1957 roku zakończono nadawanie tego odznaczenia. W latach 1947–1957 nadano 13469 takich medali.

## Zasady nadawania
Zgodnie z dekretem medal nadawany osobom, obywatelom Francji jak również cudzoziemcom, którzy swoimi czynami przyczyniły się do wyzwolenia Francji. 
W myśl statutu odznaczenia medal ten był nadawany:
- obywatelom francuskim pełniącym czynną służbę wojskową, którzy uczestniczyli w działaniach mających na celu wyzwolenie Francji i terytoriów zamorskich Francji w okresie od 18 czerwca 1940 do 20 sierpnia 1945[3]
- żołnierzom wojsk alianckich, które brały udział w operacjach wojskowych na lądzie, na morzu i w powietrzu na terenie Francji i jej terytoriów zamorskich w okresie od 3 września 1939 do 20 sierpnia 1945
- żołnierzom wojsk alianckich, które współpracowały z wojskami francuskimi na ziemi, morzu i w powietrzu w okresie 8 czerwca 1940 do 20 sierpnia 1945
- cywilnym obywatelom Francji, obywatelom państw sojuszniczych i innym osobom, które dokonały czynów lub uczestniczyły w przedsięwzięciach, które przyczyniły się do wyzwolenia Francji i jej terytoriów zamorskich w okresie od 18 czerwca 1940 do 20 sierpnia 1945.

## Opis odznaki
Odznaka medalu jest w kształcie okrągłego krążka o średnicy 35 mm, wykonanego z posrebrzanego brązu. Na awersie w środkowej części znajduje się konturowa mapa Francji z datą 1944, mapa otoczona jest łańcuchem, przerwanym w dwóch miejscach na północnym zachodzie i południowym wschodzie przez dwie eksplozje. Na rewersie w środku znajduje się rózga liktorska z nałożoną czapką frygijską, po jej bokach litery R i F (skrót od Republiki Francuskiej). W górnej części napis LA FRANCE (pol. Francja) a poniżej rózgi A SES LIBERATEURS (pol. swoim wyzwolicielom). 
Medal zawieszony jest na wstążce o szer. 36 mm w kolorach tęczy z kolorem fioletowym w środku a z boku czerwonych.